# Coppa panamericana femminile di pallavolo 2005
La IV Coppa panamericana femminile di pallavolo si è svolta dall'8 al 19 giugno 2005 a Santo Domingo, nella Repubblica Dominicana. Al torneo hanno partecipato 12 squadre nazionali nordamericane e sudamericane e la vittoria finale è andata per la terza volta, la seconda consecutiva, a Cuba, la quale si è qualificata di diritto al World Grand Prix 2006, insieme al Brasile, prima squadra sudamericana classificata e Repubblica Dominicana e Stati Uniti, rispettivamente seconda e terza squadra nordamericana classificata.

## Squadre partecipanti
| - Argentina - Barbados - Brasile - Canada - Costa Rica - Cuba | - Giamaica - Messico - Porto Rico - Rep. Dominicana - Stati Uniti - Venezuela |

## Gironi
| Girone A                                                          | Girone B                                          |
| ----------------------------------------------------------------- | ------------------------------------------------- |
| Argentina Brasile Costa Rica Porto Rico Rep. Dominicana Venezuela | Barbados Canada Cuba Giamaica Messico Stati Uniti |

## Fase finale

### Finali 1º e 3º posto
|  | Quarti      | Quarti      |                 |         | Semifinale  | Semifinale |  |  | Finale | Finale |
|  |             |             |                 |         |             |            |  |  |        |        |
|  |             |             |                 |         |             |            |  |  |        |        |
|  |             |             |                 |         |             |            |  |  |        |        |
|  | Brasile     | 3           |                 |         |             |            |  |  |        |        |
|  | Brasile     | 3           |                 |         |             |            |  |  |        |        |
|  | Canada      | 0           |                 |         |             |            |  |  |        |        |
|  | Canada      | 0           | Cuba            | 3       |             |            |  |  |        |        |
|  |             |             | Cuba            | 3       |             |            |  |  |        |        |
|  |             | Brasile     | 0               |         |             |            |  |  |        |        |
|  | -           | Brasile     | 0               | -       |             |            |  |  |        |        |
|  | -           |             |                 | -       |             |            |  |  |        |        |
|  | -           | -           |                 |         |             |            |  |  |        |        |
|  | -           | -           | Rep. Dominicana | 0       |             |            |  |  |        |        |
|  |             |             | Rep. Dominicana | 0       |             |            |  |  |        |        |
|  |             | Cuba        | 3               |         |             |            |  |  |        |        |
|  | Stati Uniti | Cuba        | 3               | 3       |             |            |  |  |        |        |
|  | Stati Uniti |             |                 | 3       |             |            |  |  |        |        |
|  | Porto Rico  | 1           |                 |         |             |            |  |  |        |        |
|  | Porto Rico  | 1           | Rep. Dominicana | 3       | 3º posto    | 3º posto   |  |  |        |        |
|  |             |             | Rep. Dominicana | 3       | 3º posto    | 3º posto   |  |  |        |        |
|  |             | Stati Uniti | 1               |         |             |            |  |  |        |        |
|  | -           | Stati Uniti | 1               | -       | Stati Uniti | 1          |  |  |        |        |
|  | -           |             |                 | -       | Stati Uniti | 1          |  |  |        |        |
|  | -           | -           |                 | Brasile | 3           |            |  |  |        |        |
|  | -           | -           |                 |         | 3           |            |  |  |        |        |
|  |             |             |                 |         |             |            |  |  |        |        |
|  |             |             |                 |         |             |            |  |  |        |        |

## Podio

### Secondo posto
Formazione: 1 Vargas, 3 Bautista, 4 Burgos, 5 Carrera, 7 Mercedes, 11 González, 12 Echenique, 13 Rondón, 14 Rivera, 15 Rodríguez, 16 Moreta, 17 Núñez, CT: Cruz

## Classifica finale
| Classifica | Squadre         | Qualificazione        |
| ---------- | --------------- | --------------------- |
|            | Cuba            | World Grand Prix 2006 |
|            | Rep. Dominicana | World Grand Prix 2006 |
|            | Brasile         | World Grand Prix 2006 |
| 4          | Stati Uniti     | World Grand Prix 2006 |
| 5          | Porto Rico      |                       |
| 6          | Canada          |                       |
| 7          | Messico         |                       |
| 8          | Venezuela       |                       |
| 9          | Argentina       |                       |
| 10         | Barbados        |                       |
| 11         | Costa Rica      |                       |
| 12         | Giamaica        |                       |